# Heilig Geist (Hohegeiß)

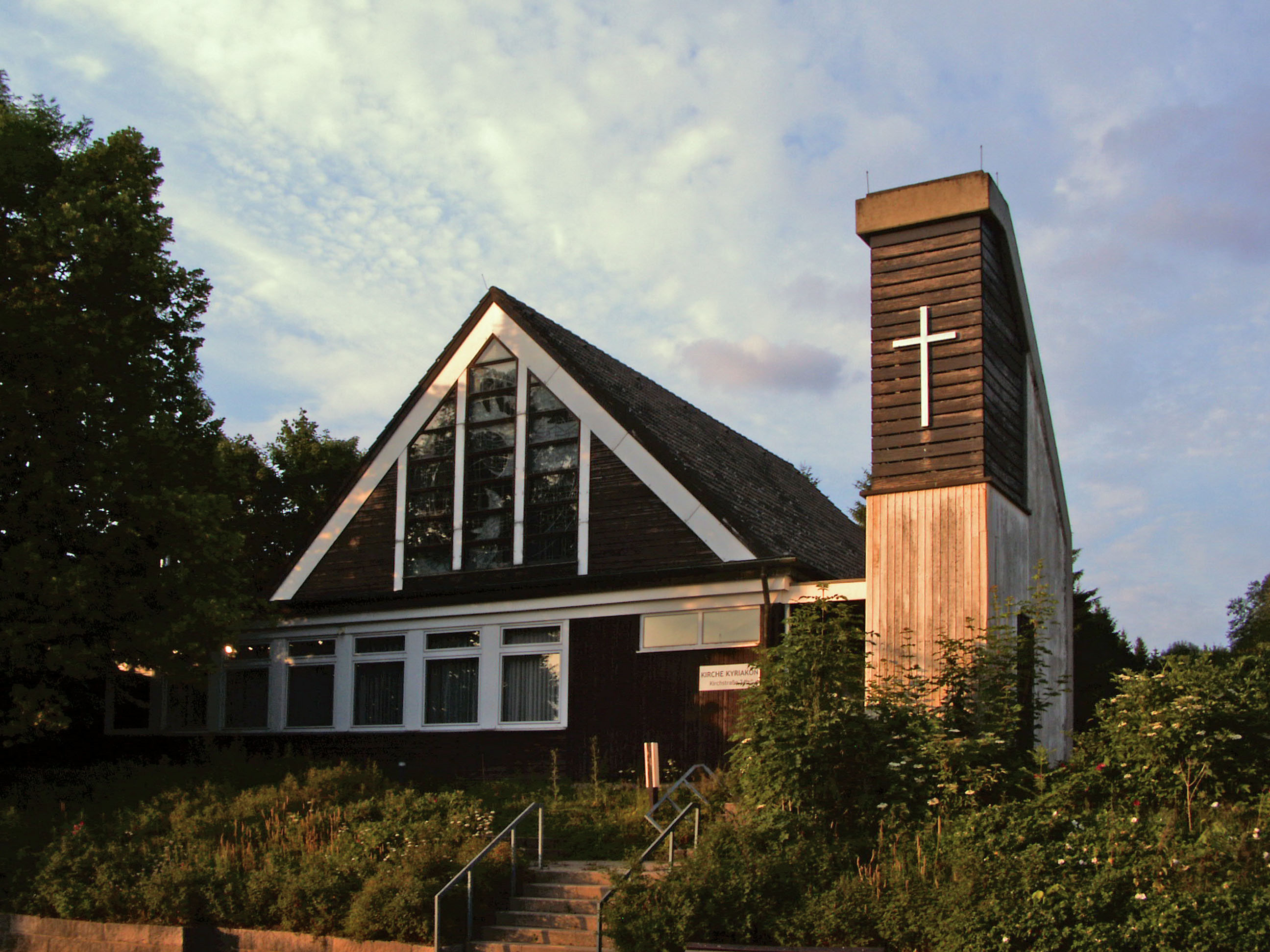
Kyriakon (ehemalige Heilig-Geist-Kirche)

Die Kirche Heilig Geist war die katholische Kirche in Hohegeiß, einem Stadtteil von Braunlage im Landkreis Goslar in Niedersachsen. Sie gehörte zuletzt zur Pfarrgemeinde Heilige Familie mit Sitz in Braunlage, im Dekanat Nörten-Osterode, und war die höchstgelegene Kirche des Bistums Hildesheim. Die Kirche war nach dem Heiligen Geist benannt und befand sich in der Kirchstraße 24a. Heute befinden sich die nächstgelegenen katholischen Kirchen etwa zehn Kilometer entfernt in Braunlage und Walkenried.

## Geschichte
Nachdem das in der Kirchstraße 24 gelegene Erholungsheim Haus Ebersberg vom Bistum Hildesheim angekauft worden war, fanden dort bis zur Errichtung der Heilig-Geist-Kirche katholische Gottesdienste statt. Zuvor wurde dafür die evangelische Kirche Zur Himmelspforte genutzt.
Neben dem Heim wurde 1971 die Kirche Heilig Geist erbaut, am 31. Juli des gleichen Jahres erfolgte ihre Benediktion durch Bischof Heinrich Maria Janssen.
1994 übernahm der damals bereits 79 Jahre alte Pfarrer von Hasselfelde, Wilhelm Lehnert (1915–2010), zusätzlich zu seinem Dienst in Hasselfelde die seelsorgliche Betreuung der Kirchengemeinde in Hohegeiß. 2002 ging er in den Ruhestand und zog in ein Altenpflegeheim in Nordhausen.
2003 wurde das zuletzt als Caritas-Familienferienstätte genutzte Heim geschlossen. Vom 1. Januar 2007 an gehörte die Kirche zum Dekanat Nörten-Osterode, zuvor gehörte sie zum Dekanat Goslar. Am 23. November 2008 erfolgte die Profanierung der Kirche durch Generalvikar Werner Schreer. Zuletzt gehörten etwa 100 Gemeindemitglieder zum Einzugsgebiet der Kirche, auch Feriengäste besuchten die Gottesdienste. Der gesamte Gebäudekomplex wurde 2008 verkauft. Er wird seitdem als Herberge Hogeyz genutzt, die heute Kyriakon genannte Kirche auch für religiöse Zwecke.

## Architektur und Ausstattung
Die Kirche wurde, in rund 628 Meter Höhe über dem Meeresspiegel, als Beton-Fertigteilkirche mit freistehendem Glockenturm erbaut. Von diesem Kirchentyp wurden im Bistum Hildesheim eine Reihe weiterer Kirchen erbaut, so 1969 in Altenwalde und Sudmerberg, 1970 in Dungelbeck, Meckelfeld und Poggenhagen, 1971 in Afferde, Luthe, Meine, Schwanewede und Winsen (Aller), 1972 in Gifhorn, Ronnenberg, Stederdorf und Wittingen, 1974 in Vorwerk, 1975 in Dransfeld, Münchehof und Rodenberg, und 1976 in Rhüden.